# Felipe Mellizo Cuadrado
Felipe Mellizo Cuadrado (Còrdova, 8 de novembre de 1932-Madrid, 7 de juliol de 2000) va ser un periodista espanyol.

## Trajectòria professional
Després de passar els seus dos primers anys de vida a Còrdova, lloc on estava destinat el seu pare com a enginyer de la Confederació Hidrogràfica del Guadalquivir, arribà a Madrid en 1935. Estudià al Colegio Alemán, i al Colegio Nuestra Señora del Pilar, i es llicencià en Dret a l'Escola Universitària María Cristina, d'El Escorial. Més endavant aconsegueix el títol de periodista per l'Escola Oficial de Periodisme.
Els seus primers passos en el món de la premsa els va donar en els anys seixanta al Diari Pueblo, del qual fou corresponsal al Caire, Viena i Londres.
En 1970 s'incorporà a la revista Índice i en 1976 dirigí les publicacions Noticias Médicas i Internacional, alhora que col·laborava a la revista Triunfo escrivint articles crítics amb el règim franquista.
La seva següent destinació seria l'Agencia EFE, en 1977, per a fer després el salt a la televisió: entre 1981 i 1982 condueix l'espai divulgatiu ¿Un mundo feliz? de Televisió espanyola. Posteriorment, durant 1983 col·laborà al programa de debat de José Luis Balbín La clave.
En gener de 1984 comença a presentar el Telediario de la Segona Cadena, que aconsegueix un alt índex d'acceptació en gran part per la peculiar manera de presentar de Mellizo, pròxima i espontània. El gener de 1985 passa al Telediario de cap de setmana, per a reincorporar-se a l'Agència EFE al juliol d'aquest mateix any, ocupant el càrrec de cap de la Secció Cultural.
En 1988 va ser nomenat director de premsa de la Sociedad del Quinto Centenario. Tres anys després tornà a TVE amb la sèrie científica Longitud-Latitud.
Entre juliol i novembre de 1992 va presentar i va dirigir els Informativos Telecinco del cap de setmana.
El setembre del 1995 va passar a Ràdio Nacional d'Espanya per a conduir el programa informatiu nocturn 24 horas, i va romandre en l'espai fins a juny de 1996. Els seus últims treballs van ser també en RNE com a col·laborador dels programes Lo que es la vida, amb Nieves Herrero, El ojo crítico i La biblioteca de Alejandría.

## Llibres publicats
- Notas alemanas (1962)
- Europa, de papel (1962)
- Los redimidos (premio Leopoldo Alas 1962)
- El lenguaje de los políticos (1968)
- Sir Gawayn y el Caballero Verde (1968)
- Arturo, rey  (1976), amb pròleg de Celso Emilio Ferreiro
- Literatura y enfermedad (1979)
- De letras y números (1986)
- Otra manera de cantar el tango (1986)
- Escríticos (1983)
- Mientras agonizo (1991)

## Premis
- Premi Leopoldo Alas 1962 per Los Redimidos.
- Premio Nacional de Periodismo 1984.
- Premi Víctor de la Serna 1984.